# Рестрепо (Валье-дель-Каука)
Рестрепо (исп. Restrepo) — город и муниципалитет на западе Колумбии, на территории департамента Валье-дель-Каука. Входит в состав Центрального субрегиона.

## История
Поселение, из которого позднее вырос город, было основано 1 декабря 1913 года. Муниципалитет Рестрепо был выделен в отдельную административную единицу в 1925 году.

## Географическое положение

Муниципалитет Рестрепо

Город расположен в центральной части департамента, в гористой местности Западной Кордильеры, к западу от реки Каука, на расстоянии приблизительно 35 километров к северу от города Кали, административного центра департамента. Абсолютная высота — 1406 метров над уровнем моря.
Муниципалитет Рестрепо граничит на севере с территорией муниципалитета Дарьен, на северо-востоке — с муниципалитетом Йотоко, на востоке — с муниципалитетом Вихес, на юге — с муниципалитетом Ла-Кумбре, на западе — с муниципалитетом Дагуа. Площадь муниципалитета составляет 325 км².

## Население
По данным Национального административного департамента статистики Колумбии, совокупная численность населения города и муниципалитета в 2015 году составляла 16 227 человека.
Динамика численности населения муниципалитета по годам:
| 2005   | 2006   | 2007   | 2008   | 2009   | 2010   | 2011   | 2012   | 2013   | 2014   | 2015   |
| ------ | ------ | ------ | ------ | ------ | ------ | ------ | ------ | ------ | ------ | ------ |
| 15 805 | 15 855 | 15 892 | 15 933 | 15 977 | 16 021 | 16 055 | 16 107 | 16 141 | 16 186 | 16 227 |

Согласно данным переписи 2005 года мужчины составляли 50,6 % от населения Рестрепо, женщины — соответственно 49,4 %. В расовом отношении белые и метисы составляли 98,4 % от населения города; негры, мулаты и райсальцы — 1,2 %; индейцы — 0,4 %.
Уровень грамотности среди всего населения составлял 89,1 %.

## Экономика
56,9 % от общего числа городских и муниципальных предприятий составляют предприятия торговой сферы, 26,7 % — предприятия сферы обслуживания, 13,9 % — промышленные предприятия, 2,5 % — предприятия иных отраслей экономики.